# 永井環

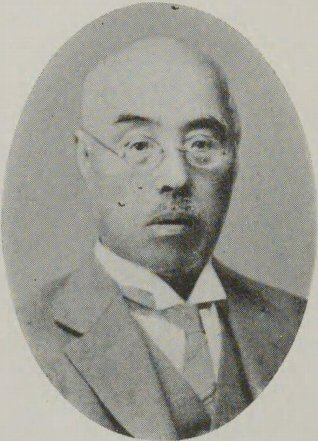
永井環

永井 環（ながい たまき、1865年10月27日（慶応元年9月8日） - 1941年（昭和16年）12月15日）は、日本の裁判官、内務官僚、歴史家。官選宮崎県知事、門司市長、福岡県八幡市長、福井市長。

## 経歴
越前国足羽郡福井豊島中町（現福井県福井市豊島）出身。福井藩士・永井清也の長男として生まれ、永井熊之助の養子となる。1890年7月、帝国大学法科大学法律学科（英法）を卒業。同年8月、判事試補に任官し千葉始審裁判所詰となる。
以後、千葉区裁判所判事、横浜地方裁判所判事、東京地方裁判所判事を歴任。1894年12月、内務省に転じ長野県参事官に就任。以後、同県内務部第二課長・第三課長兼務、同内務部第一課長兼第二課長、群馬県警部長、群馬県書記官、北海道庁事務官・財務部長、同兼土木部長、同植民部長、静岡県書記官、兵庫県書記官、同事務官・第一部長、兵庫県立蚕業学校長事務取扱などを歴任。
1906年7月、宮崎県知事に就任。県下の馬車の統一を図り、県営・日州馬車会社を設立し県下の馬車五百台を買収したが、馬丁の反対により9ヶ月で会社は解散した。1908年3月、知事を休職。同年7月、門司市長に就任し、1918年8月に退任した。1919年3月、東京市助役となり、1920年11月まで在任。1922年1月、八幡市長に就任した。
1926年、福井市長に就任し、1930年まで在任。小学校増設、連合教育会・連合青年団・連合少年団の結成、図書館の充実などに尽力した。

## 著作
- 『最近蚕業資料』丸山舎、1907年
- 編『門司関崇聖寺と門司版華厳経』永井環、1918年。
- 『新日本の先駆者日下部太郎』福井評論社、1930年。
- 『芳賀博士追悼録』永井環、1932年。